# Banyupoh
Banyupoh is een bestuurslaag in het regentschap Buleleng van de provincie Bali, Indonesië. Banyupoh telt 4424 inwoners (volkstelling 2010).